# Dövény
Dövény ist eine ungarische Gemeinde im Kreis Putnok im Komitat Borsod-Abaúj-Zemplén.

## Geografische Lage
Dövény liegt in Nordungarn, 33 Kilometer nordwestlich des Komitatssitzes Miskolc und 10 Kilometer nordöstlich der Kreisstadt Putnok an dem Fluss Szuha. Nachbargemeinden sind Alsószuha und Jákfalva.

## Sehenswürdigkeiten
- Reformierte Kirche, ursprünglich im Mittelalter erbaut, 1897 restauriert und ein Jahr später wurde der Turm an der Westseite hinzugefügt
- Römisch-katholische Kapelle Jézus Szíve iskolakápolna, erbaut 1938, mit separatem Glockenturm aus Backstein, in der auch die Gottesdienste der griechisch-katholischen Gemeinde stattfinden

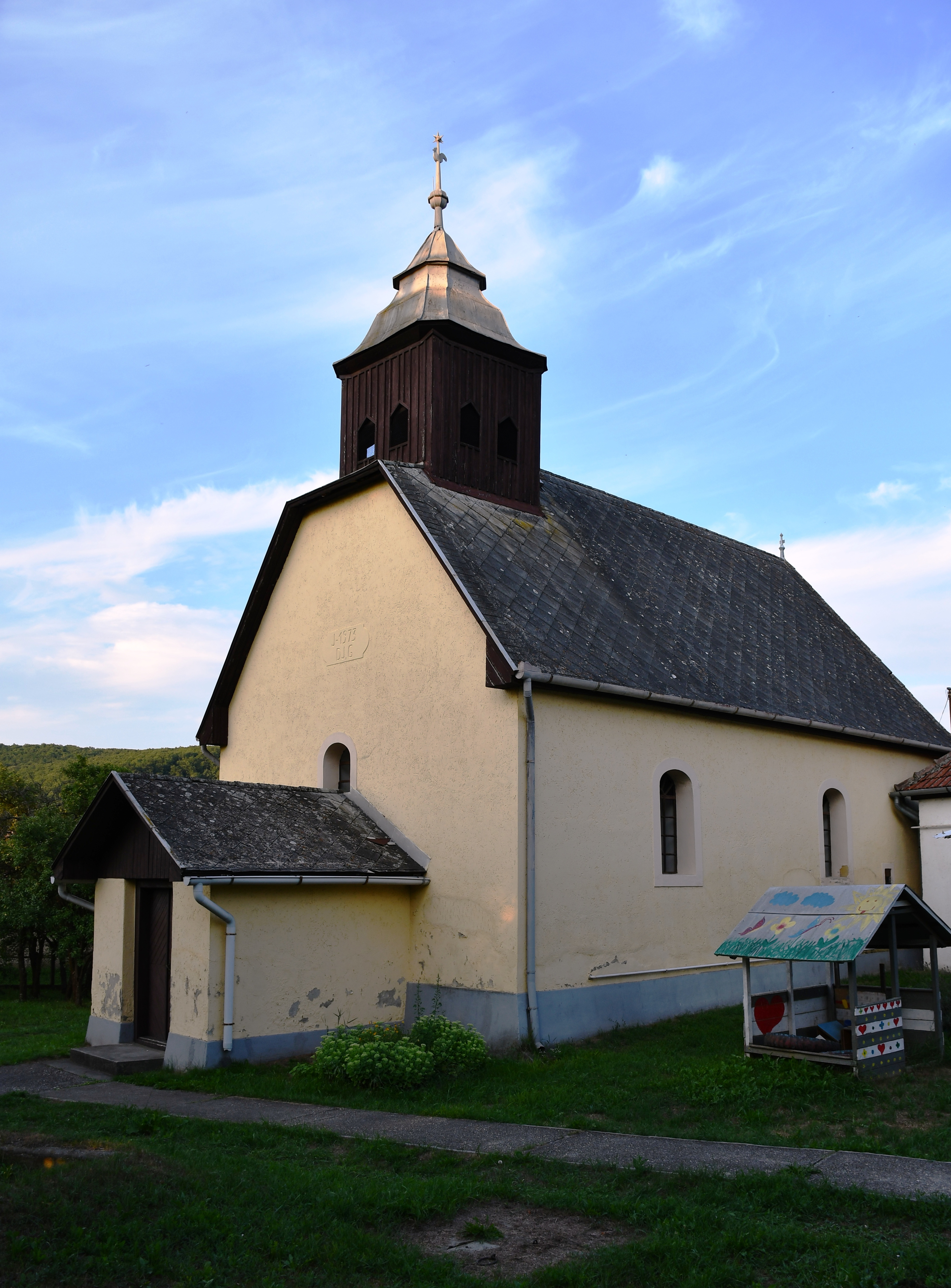
Reformierte Kirche

## Verkehr
Durch Gégény verläuft die Landstraße Nr. 2605. Es bestehen Busverbindungen über Alsószuha nach Zádorfalva sowie über und Jákfalva, Kurityán, Szuhakálló nach Kazincbarcika, wo sich der nächstgelegene Bahnhof befindet.